# Frederik Poulsen
Frederik Poulsen (Grenå, 7 mars 1876 - Hellerup, 8 novembre 1950) est un archéologue et écrivain danois.

## Biographie
Il fait ses études à l'Université de Copenhague et est élève de Ulrich von Wilamowitz-Moellendorff à Göttingen (1896) et de Adolf Furtwängler à Munich et de Georg Loeschcke à Bonn (1900).
En 1901, il part pour Paris et écrit son premier roman. Le comte Félix-Nicolas Potocki l'engage alors comme précepteur à Varsovie. Il voyage ensuite à Berlin où il demeure six mois puis en Grèce et en Italie et soutient sa thèse en 1904 sur les sépultures et les vases du Dipylon d'Athènes.
Il entre en 1905 à l'École française d'Athènes comme membre étranger et y reste deux années. Il effectue des fouilles à Délos sous la direction de Maurice Holleaux et revient à Copenhague à l'automne 1907 mais n'y obtient pas la chaire d'archéologie. Il travaille alors au Ny Carlsberg Glyptotek dont il sera le directeur de 1926 à 1943.
Poulsen donne de nombreuses leçons, conférences et articles et fait de nombreux voyages en Orient et en Europe. En 1926, il lance les fouilles de Kalydon avec Konstantinos Rhomaios qui s'étaleront jusqu'en 1938.
Membre correspondant de l'Académie des inscriptions et belles-lettres (1921), il devient membre associé étranger en 1946.

## Œuvres

### Romans et mémoires
- Mors Dreng (1900)
- Race (1901)
- Fra Latinerkvarteret (1903)
- Under hellenisk Himmel (1908)
- Rejser og Rids (1920)
- Folkesind i Nord og Syd (1921)
- Vi vandrer (1926)
- Muntre Historier (1930)
- Dengang Verden var ny (1934)
- Nye Sjæle (1935)
- Fra stille Aftener (1936)
- Jyske Dage og Mennesker (1941)
- Lykkelige Dage i Grækenland (1942)
- Godtfolk, lærde Folk og Aristokrater (1945)
- Liv og Rejser ved Aarhundredskiftet (1946)
- I det gæstfrie Europa (1947)
- Foraar i Spanien – Sommer i England (1950)

### Travaux scientifiques
- Dipylongräber und Dipylonvasen (1905)
- Kristusbilledet i den ældste Kristentid (1911)
- Der Orient und die fruhgriechische Kunst (1912)
- Oraklet i Delfi (1919)
- Fra Europas Foraar (1921)
- Ikonographische Miscellen (1921)
- Etruscan Tomb Paintings (1922)
- Greek and Roman Portraits in English Country Houses (1923)
- Urtidens Kunst (1923)
- Ægyptens Kunst (1924)
- Den gamle Orients Kunst (1924)
- Den delfiske Gud og hans Helligdom (1924)
- Delphische Studien (1924)
- Kretisk-mykenisk Kunst (1926)
- Aus einer alten Etruskerstadt (1927)
- Das Helbig-Museum der Ny Carlsberg Glytothek (1927)
- Tidlig græsk Kunst (1929)
- Porträtstudien in norditalienischen Provinzmuseen (1929)
- Klassisk græsk Kunst (1932)
- Sculptures antiques de Musées de provence espagnols (1933)
- Græske Originalskulpturer (Kunst i Danmark) (1934)
- Græsk Kunst i Alexander den Stores Aarhundrede (1934)
- Das Heroon von Kalydon, avec E. Dyggve et K. Rhomaios (1935)
- Probleme der römischen Ikonographie (1937)
- Hellenistisk Kunst (1938)
- Gab es eine alexandrinische Kunst (1938)
- Römische Privatportræts und Prinzenbildnisse (1939)
- Katalog over Ny Carlsberg Glyptoteks antike Kunstværker (1940)
- Romerske Kulturbilleder (1945)
- Oldtidens Skæmt og Humor (1948)
- Glimpses of Roman Culture (1950)